# Карашатобе
Карашатобе (каз. Қарашатөбе) — село в Амангельдинском районе Костанайской области Казахстана. Входит в состав Урпекского сельского округа. Находится примерно в 9 км к востоку от села Амангельды. Код КАТО — 393465300.

## Население
В 1999 году население села составляло 302 человека (158 мужчин и 144 женщины). По данным переписи 2009 года, в селе проживало 88 человек (46 мужчин и 42 женщины).